# Minako Kotobuki

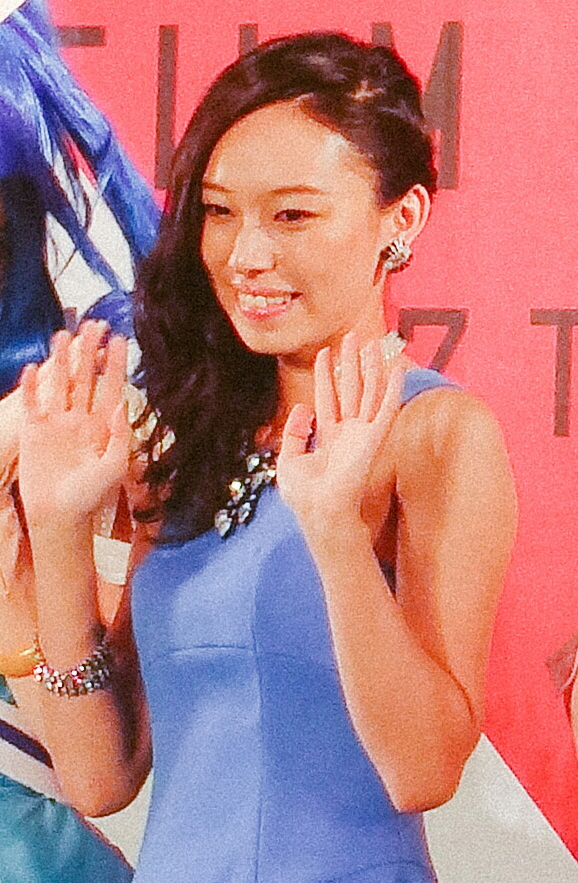
Minako Kotobuki (2013)

Minako Kotobuki (japanisch 寿 美菜子, Kotobuki Minako; * 17. September 1991 in Kōbe) ist eine japanische Synchronsprecherin (Seiyū) und Sängerin.

## Leben
Minako Kotobuki stammt aus Kōbe, besuchte aber die Fachoberschule Tōhō Gakuen (東放学園高等専修学校, Tōhō Gakuen kōtō senshū gakkō) in Shinjuku, die sie 2009 abschloss.
2005 nahm sie an der 1. Music Ray’n Super Seiyū Audition (ミュージックレイン スーパー声優オーディション, Myūjikku Rein Sūpā Seiyū Ōdishon) teil, die von der zu Sony Music Entertainment (Japan) gehörenden Künstleragentur Music Ray’n veranstaltet wurde. Dort war sie neben Ayahi Takagaki, Haruka Tomatsu und Aki Toyosaki eine der vier Gewinnerinnen und wurde damit unter Vertrag genommen.
Ihre erste Rolle als Synchronsprecherin hatte sie 2006 in der Anime-Serie Red Garden. Danach folgten noch weitere kleinere Rollen. Ihren Durchbruch hatte sie jedoch erst 2009 mit der Rolle der Tsumugi Kotobuki in K-On!, der einer der erfolgreichsten Anime des Jahres wurde. Als weiterer Glücksfall sollte sich erweisen, dass zur Serie eine Vielzahl von Singles und Alben erschienen, wobei sie auf mehr als zwei Dutzend davon vertreten war.
Am 15. Februar 2009 wurde bei der Veranstaltung Music Ray’n girls: Haru no Choco Matsuri die Gründung der Musikgruppe Sphere (スフィア, Sufia) mit ihr und ihren Agenturkolleginnen Ayahi Takagaki, Haruka Tomatsu und Aki Toyosaki bekanntgegeben. Diese veröffentlichte bisher zehn Singles und drei Alben. Am 15. September 2010 startete sie zusätzlich eine Solokarriere mit der Veröffentlichung der Single Shiny+, die Platz 13 der Oricon-Charts erreichte. Ihre vier bis dahin erschienenen Solo-Singles wurden am 12. September 2012 im Album My stride zusammengefasst, mit dem sie auf Platz 8 der Charts einstieg.

## Werk

### Rollen (Auswahl)
| 2006 - Red Garden, Debüt 2009 - Umi Monogatari – Anata ga Ite Kureta Koto (Kanon) - K-On! (Tsumugi Kotobuki) 2010 - K-On!! (Tsumugi Kotobuki) - Samurai Girls (Tokugawa Sen (Senhime)) 2011 - A Channel (Yūko / Yūko Nishi) - Tiger & Bunny (Blue Rose / Karina Lyle) - Manyū Hiken-chō (Chifusa Manyū) 2012 - Natsuiro Kiseki (Natsumi Aizawa) 2015 - Sound! Euphonium (Asuka Tanaka) 2018 - Bloom into you (Tōko Nanami) | - Coicent (Toto) - A Channel+smile (Yūko / Yūko Nishi) - Eiga K-On! (Tsumugi Kotobuki) - Gekijōban Tiger & Bunny – The Beginning (Blue Rose / Karina Lyle) - Suzunone Seven! – Rebirth knot (Mayo Shōno) - Final Fantasy XIII-2 (Serah Farron) - Devil Summoner: Soul Hackers (Hitomi Tōno, Nemissa) |

## Diskografie

### Alben
| Jahr | Titel     | Höchstplatzierung, Gesamtwochen, AuszeichnungChartsChartplatzierungen (Jahr, Titel, Platzierungen, Wochen, Auszeichnungen, Anmerkungen) | Anmerkungen                              |
| Jahr | Titel     | JP | Anmerkungen                              |
| ---- | --------- | --- | ---------------------------------------- |
| 2012 | My Stride | JP8 (4 Wo.)JP | Erstveröffentlichung: 12. September 2012 |
| 2014 | Tick      | JP19 (3 Wo.)JP | Erstveröffentlichung: 17. September 2014 |
| 2018 | Emotion   | JP18 (2 Wo.)JP | Erstveröffentlichung: 17. Januar 2018    |

### Singles
| Jahr | Titel Album                 | Höchstplatzierung, Gesamtwochen, AuszeichnungChartsChartplatzierungen (Jahr, Titel, Album, Platzierungen, Wochen, Auszeichnungen, Anmerkungen) | Anmerkungen                                                                                  |
| Jahr | Titel Album                 | JP | Anmerkungen                                                                                  |
| ---- | --------------------------- | --- | -------------------------------------------------------------------------------------------- |
| 2010 | Shiny+ –                    | JP13 (4 Wo.)JP | Erstveröffentlichung: 15. September 2010                                                     |
| 2010 | Startline –                 | JP17 (3 Wo.)JP | Erstveröffentlichung: 24. November 2010 Ab- (A-Seite) und Vorspanntitel (B-Seite) zu Coicent |
| 2011 | Dear my... –                | JP11 (2 Wo.)JP | Erstveröffentlichung: 14. September 2011                                                     |
| 2012 | Kokoro Sky (ココロスカイ) – | JP14 (3 Wo.)JP | Erstveröffentlichung: 11. April 2012                                                         |
| 2013 | Prism –                     | JP17 (2 Wo.)JP | Erstveröffentlichung: 19. Juni 2013                                                          |
| 2013 | Pretty Fever –              | JP24 (2 Wo.)JP | Erstveröffentlichung: 20. November 2013                                                      |
| 2014 | Believe x –                 | JP18 (5 Wo.)JP | Erstveröffentlichung: 16. April 2014                                                         |
| 2015 | Black Hole –                | JP15 (3 Wo.)JP | Erstveröffentlichung: 8. April 2015                                                          |
| 2015 | Candy Color Pop –           | JP21 (3 Wo.)JP | Erstveröffentlichung: 16. September 2015                                                     |
| 2016 | Bye Bye Blue –              | JP23 (2 Wo.)JP | Erstveröffentlichung: 2. März 2016                                                           |
| 2016 | Million Litmus –            | JP35 (2 Wo.)JP | Erstveröffentlichung: 7. Dezember 2016                                                       |
| 2019 | Save My World –             | JP13 (2 Wo.)JP | Erstveröffentlichung: 9. Januar 2019                                                         |

### Fotobücher
- Minako Michi (みなこみち). Shufunomoto-sha, Tokio 2011, ISBN 978-4-07-279574-3.